# Council (Idaho)
Council település az Amerikai Egyesült Államok Idaho államában, Adams megyében, melynek megyeszékhelye is. Lakosainak száma 867 fő (2020. április 1.).

## Népesség
A település népességének változása:

| 2010 | 839 |
| 2020 | 867 |